# Rue Lucien-Leuwen
La rue Lucien-Leuwen est une voie du 20e arrondissement de Paris, en France.

## Situation et accès
La rue Lucien-Leuwen est une voie privée située dans le 20e arrondissement de Paris. Elle débute au 3 ter, rue Stendhal et se termine en impasse.

## Origine du nom

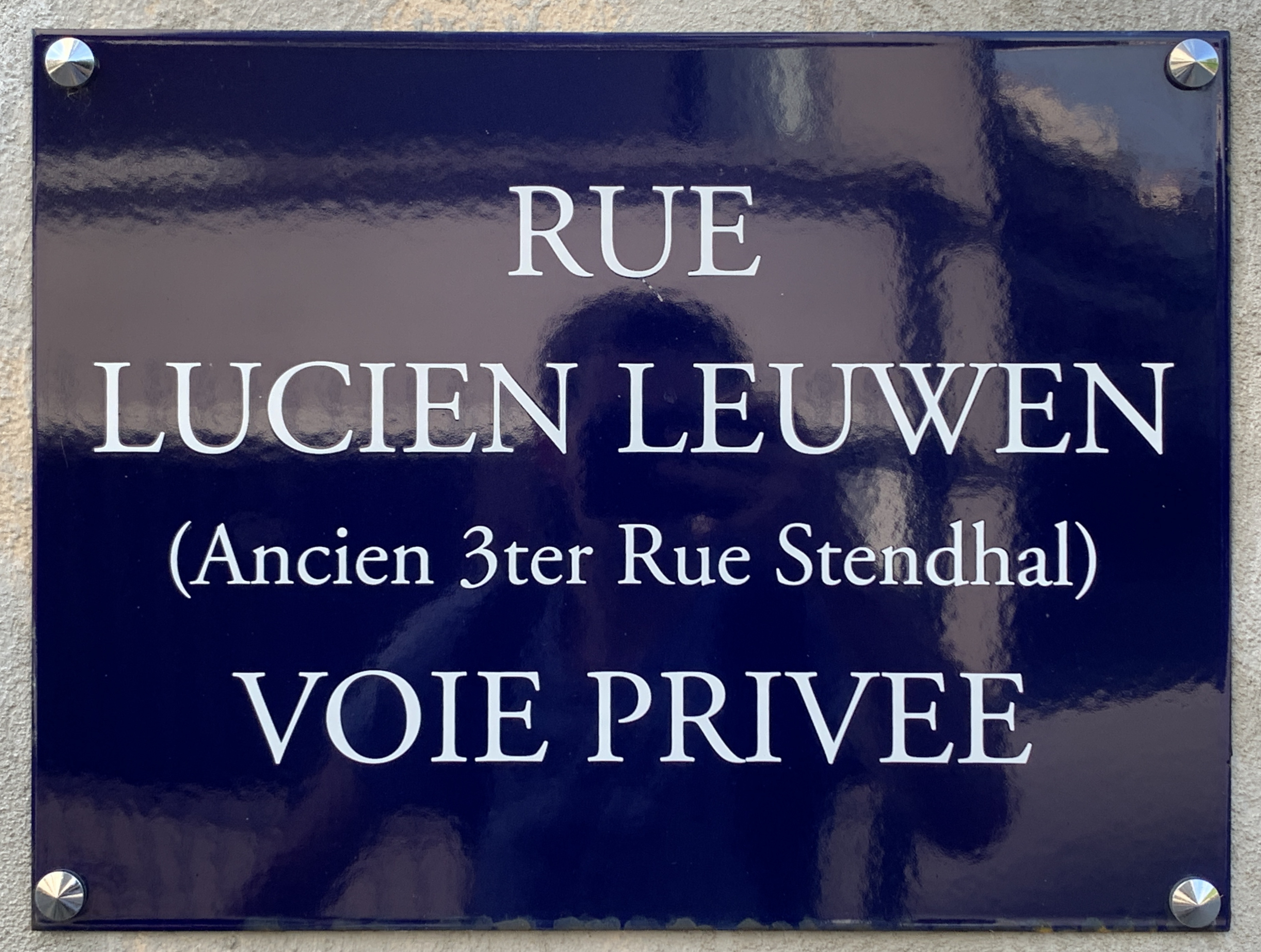
Plaque de la rue.

Elle doit son nom au roman de Stendhal Lucien Leuwen. C'est l'une des rares voies de Paris à porter le nom d'un personnage de roman (on peut également citer la promenade Dora-Bruder, la place Carmen) ou la rue Monte-Cristo.

## Historique
Antérieurement partie du « chemin du Parc-de-Charonne », puis provisoirement dénommée « voie BM/20 », cette voie en impasse reçut sa dénomination actuelle par un décret préfectoral du 2 février 1977.
Elle est située à l'emplacement de l'ancien château de Charonne.